# Phyllostomus latifolius
Phyllostomus latifolius é uma espécie de morcego da família Phyllostomidae. Pode ser encontrada na Colômbia, Venezuela, Guiana, Suriname, Guiana Francesa e Brasil.